# Körperverletzung (Österreich)
In Österreich ist die Ahndung der Körperverletzung in den §§ 83–88 StGB geregelt.

## Körperverletzung, § 83 StGB
(2) Ebenso ist zu bestrafen, wer einen anderen am Körper mißhandelt und dadurch fahrlässig verletzt oder an der Gesundheit schädigt.
(3) Wer eine Körperverletzung nach Abs. 1 oder 2 an einer Person, die
1. mit der Kontrolle der Einhaltung der Beförderungsbedingungen oder der Lenkung eines Beförderungsmittels einer dem öffentlichen Verkehr dienenden Anstalt betraut ist,
2. in einem gesetzlich geregelten Gesundheitsberuf, in einer anerkannten Rettungsorganisation oder in der Verwaltung im Bereich eines solchen Berufes, insbesondere einer Krankenanstalt, oder als Organ der Feuerwehr tätig ist,
während oder wegen der Ausübung ihrer Tätigkeit begeht, ist mit Freiheitsstrafe bis zu zwei Jahren zu bestrafen.
Es muss hierbei unterschieden werden wie weit sich der Vorsatz des Täters erstreckt. Umfasst der Vorsatz sowohl die schädigende Handlung als auch den Schaden (die Körperverletzung), so ist der Täter nach § 83 Abs. 1 zu bestrafen. 
Bezieht sich jedoch der Vorsatz des Täters nur auf die Misshandlung, also die schädigende Handlung, so ist der Täter nach § 83 Abs. 2 dennoch zu bestrafen, wenn der Schaden fahrlässig herbeigeführt worden ist. Diese Unterscheidung ist deshalb nötig, weil das Misshandeln, z. B. ein Anrempeln oder Stoßen, an sich nur als Beleidigung (Österreich) (§ 115 StGB) bzw. landesrechtlich als Ehrenkränkung strafbar ist (außer wenn eine Fortgesetzte Gewaltausübung nach § 107b StGB vorliegt). Tritt jedoch als Folge eine Verletzung ein und wurde diese fahrlässig durch die vorsätzliche Misshandlung herbeigeführt, so macht sich der Täter strafbar. § 83 Abs. 2 stellt deshalb ein Mischdelikt aus Vorsatz und Fahrlässigkeit dar und erweitert die Strafbarkeit nach § 83 StGB. Ohne den Abs. 2 wäre die zweite Variante nämlich nur unter den Voraussetzungen der fahrlässigen Körperverletzung strafbar.

## Schwere Körperverletzung, § 84 StGB
(2) Ebenso ist zu bestrafen, wer eine Körperverletzung (§ 83 Abs. 1 oder Abs. 2) an einem Beamten, Zeugen oder Sachverständigen während oder wegen der Vollziehung seiner Aufgaben oder der Erfüllung seiner Pflichten begeht.
(3) Ebenso ist der Täter zu bestrafen, wenn er mindestens drei selbstständige Taten (§ 83 Abs. 1 oder Abs. 2) ohne begreiflichen Anlass und unter Anwendung erheblicher Gewalt begangen hat.
(4) Mit Freiheitsstrafe von sechs Monaten bis zu fünf Jahren ist zu bestrafen, wer einen anderen am Körper verletzt oder an der Gesundheit schädigt und dadurch, wenn auch nur fahrlässig, eine schwere Körperverletzung oder Gesundheitsschädigung (Abs. 1) des anderen herbeiführt.
(5) Ebenso ist zu bestrafen, wer eine Körperverletzung (§ 83 Abs. 1 oder Abs. 2) begeht
1. auf eine Weise, mit der Lebensgefahr verbunden ist,
2. mit mindestens zwei Personen in verabredeter Verbindung oder
3. unter Zufügung besonderer Qualen.

## Körperverletzung mit schweren Dauerfolgen, § 85 StGB
1. den Verlust oder eine schwere Schädigung der Sprache, des Sehvermögens, des Gehörs oder der Fortpflanzungsfähigkeit,
2. eine erhebliche Verstümmelung oder eine auffallende Verunstaltung,
2a. eine Verstümmelung oder sonstige Verletzung der Genitalien, die geeignet ist, eine nachhaltige Beeinträchtigung des sexuellen Empfindens herbeizuführen, oder
3. ein schweres Leiden, Siechtum oder Berufsunfähigkeit des Geschädigten
herbeiführt, ist mit Freiheitsstrafe von sechs Monaten bis zu fünf Jahren zu bestrafen.

## Absichtliche schwere Körperverletzung, § 87 StGB
(1a) Wer die Tat an einem Beamten, Zeugen oder Sachverständigen während oder wegen der Vollziehung seiner Aufgaben oder der Erfüllung seiner Pflichten begeht, ist mit Freiheitsstrafe von zwei bis zu zehn Jahren zu bestrafen.

## Fahrlässige Körperverletzung, § 88 StGB
(2) Handelt der Täter nicht grob fahrlässig (§ 6 Abs. 3) und ist
1. die verletzte Person mit dem Täter in auf- oder absteigender Linie verwandt oder verschwägert oder sein Ehegatte, sein eingetragener Partner, sein Bruder oder seine Schwester oder nach § 72 Abs. 2 wie ein Angehöriger des Täters zu behandeln,
2. aus der Tat keine Gesundheitsschädigung oder Berufsunfähigkeit einer anderen Person von mehr als vierzehntägiger Dauer erfolgt oder
3. der Täter ein Angehöriger eines gesetzlich geregelten Gesundheitsberufes und die Körperverletzung in Ausübung seines Berufes zugefügt worden,
so ist der Täter nach Abs. 1 nicht zu bestrafen.
(3) Wer grob fahrlässig (§ 6 Abs. 3) oder in dem in § 81 Abs. 2 bezeichneten Fall einen anderen am Körper verletzt oder an der Gesundheit schädigt, ist mit Freiheitsstrafe bis zu sechs Monaten oder mit Geldstrafe bis zu 360 Tagessätzen zu bestrafen.

## Erläuterung
Grundsätzlich erkennt das Gericht auf gewöhnliche Körperverletzung und bestraft in Abhängigkeit ihrer Folgen. Kann die Absicht jemanden schwer zu verletzen nachgewiesen werden, gilt der strengere § 87. Um in die Begünstigung des milderen § 88 zu fallen, darf dem Täter kein Vorsatz nachgewiesen werden. Liegt die Schuld lediglich in einem Unterlassen, kann die Strafe nach § 34 Abs. 1 Z 5 StGB gemildert werden.
Wird die Körperverletzung mit Einwilligung des Verletzten begangen (z. B. Boxkampf) ist sie erlaubt, wenn sie nicht sittenwidrig ist (§ 90). In eine Genitalverstümmelung nach § 85 Abs. 1 Z 2a (siehe oben) kann nicht eingewilligt werden.